# Croton sarocarpus
Croton sarocarpus är en törelväxtart som beskrevs av Isaac Bayley Balfour. Croton sarocarpus ingår i släktet Croton och familjen törelväxter. Inga underarter finns listade i Catalogue of Life.